# الاتحاد الفلسطيني للرياضات الإلكترونية
الاتحاد الفلسطيني للرياضات الإلكترونية أو الاتحاد الفلسطيني للرياضات الإلكترونية والذهنية هو أتحاد غير ربحي، وتأسس تحت رعاية ومظلة المجلس الأعلى للشباب والرياضة واللجنة الأولمبية والقطاع الرسمي والحكومي المنبثق عن منظمة التحرير الفلسطينية. وهو الجهة الراعية لكافة الرياضات الإلكترونية في فلسطين، ويصنف كاتحاد رقابي يهدف إلى رعاية وتطوير النخبة من لاعبي الرياضات الإلكترونية لتمكينهم من الوصول إلى أعلى المراكز العالمية، كما يهدف الاتحاد إلى أن تصبح دولة فلسطين وجهة رئيسية وعالمية للرياضات الإلكترونية من خلال تنظيم البطولات المحلية والعالمية في الرياضات الإلكترونية.

## لمحة تاريخية
في عام 2020، أعلن رئيس المجلس الأعلى للشباب والرياضة في فلسطين جبريل الرجوب عن تأسيس الاتحاد الفلسطيني للرياضات الإلكترونية والذهنية لأول مرة بالتعاون ما بين اللجنة الأولمبية الفلسطينية وشركة الاتصالات الفلسطينية (بالتل) عقب ختام فعاليات بطولة بلو وينجز فيتشرينج فورتنايت التي نظمتها شركة الاتصالات الفلسطينية (بالتل). كان الهدف الرئيسي من تأسيس الاتحاد هو تحويل لاعبي الألعاب الإلكترونية والذهنية الهواة في فلسطين إلى لاعبين محترفين، وإعداد برامج التدريب وتوفير البيئة التكنولوجية الملائمة للاعبين لتمثيل فلسطين في البطولات والمحافل الدولية في الألعاب الإلكترونية والذهنية، وعمل شراكات دولية مع مطوري الألعاب الإلكترونية، بالإضافة إلى تنظيم إقامة الفعاليات والأنشطة والبطولات المحلية والدولية في الألعاب الإلكترونية. وقد حظي الاتحاد الفلسطيني للرياضات الإلكترونية باعتراف كل من الاتحاد الدولي للرياضات الإلكترونية، والاتحاد العالمي للرياضات الإلكترونية، والاتحاد الآسيوي للرياضات الإلكترونية، والاتحاد العربي للرياضات الإلكترونية. تولى الاتحاد الفلسطيني للرياضات الإلكترونية بعد ذلك تشكيل  المنتخب الفلسطيني لكرة القدم الإلكترونية. يشغل أحمد السرغلي في الوقت الحالي منصب الأمين العام للاتحاد الفلسطيني للرياضات الإلكترونية والذهنية. وفي عام 2022 أصبحت مسؤولة العلاقات الدولية بالاتحاد الفلسطيني للرياضات الإلكترونية والذهنية رشا الرمعة رسميا هي أول سيدة تمثل الاتحاد الفلسطيني للرياضات الإلكترونية والذهنية في الاتحاد العربي للرياضات الإلكترونية والذهنية بعد تعيينها في لجنة المرأة بالاتحاد.

## البطولات المحلية
- بطولة Blue Wings Featuring Fortnite البطولة الأولى من نوعها في عالم الألعاب الإلكترونية [6] حيث كانت هذه البطولة بداية انطلاقة وتأسيس الاتحاد الفلسطيني للرياضات الإلكترونية.[7]
- دوري رمضان.
- بطولة «ببجي موبايل» للفتيات.[8]

## العضوية
- حصل الاتحاد الفلسطيني للرياضات الإلكترونية والذهنية على الاعتراف الرسمي من قبل الاتحاد العربي للرياضات الإلكترونية بصفته عضواً عاملاً.[9]
- حصل الاتحاد الفلسطيني للرياضات الإلكترونية والذهنية على صفة عضواََ عاملاََ في الاتحاد الآسيوي للرياضات الإلكترونية.